# Terra di Lavoro

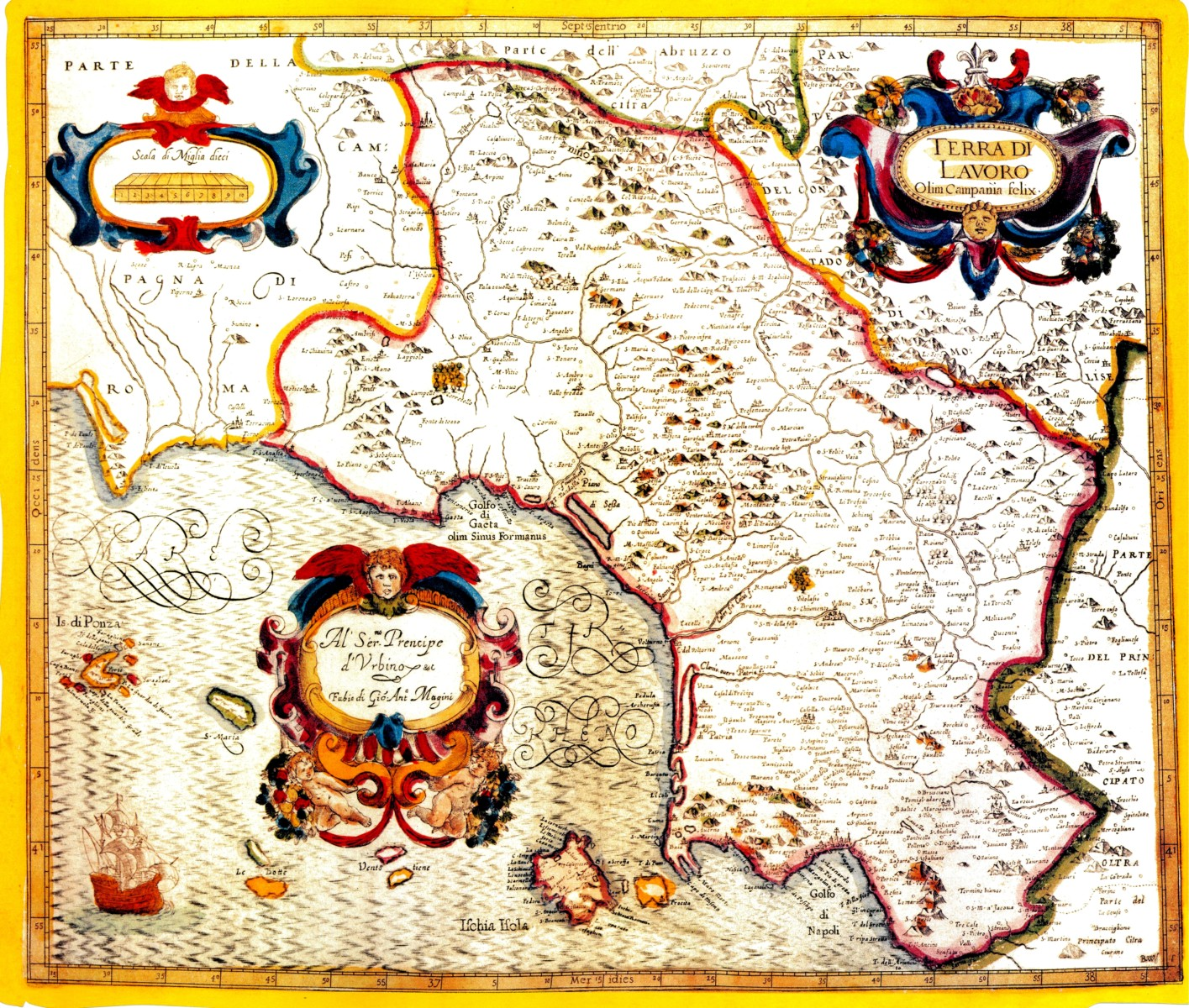
A Terra di Lavoro a 18. században

Terra di Lavoro egy olaszországi történelmi közigazgatási egység volt, mely a mai Lazio régió déli részét és Campania északi részét foglalta magába. Jelentése munka földje, azonban elnevezése az ókori Liburiából származik, ami az Aversától északra, a leborinusok által lakott vidéket jelölte.

## Történelme
A Terra di Lavoro a Nápolyi Királysághoz majd Két Szicília Királyságához tartozott. 1860 után az Olasz Királyság egyik megyéje lett. 1818-ig székhelye Capua volt, majd Caserta. A királyság egyik legnagyobb megyéjeként magába foglalta a mai Latina és Frosinone megyék területét, a Nolai-síkságot illetve az ókori Samnium területét (mai Benevento, Campobasso  és Isernia megyék).
1863-ban a Volturno folyó völgyének északi területét elcsatolták, megalapítva Campobasso megyét. Ugyanekkor alakították ki Benevento és Avellino megyéket is. 1927-ben Frosinone megye megalapításával a Terra di Lavorót felszámolták. A közigazgatási reformok következtében 1934-ben létrejött Latina megye, 1945-ben pedig Caserta megye.

## Fordítás
- Ez a szócikk részben vagy egészben  a   Terra di Lavoro című angol Wikipédia-szócikk ezen változatának fordításán alapul.  Az eredeti cikk szerkesztőit annak laptörténete sorolja fel. Ez a jelzés csupán a megfogalmazás eredetét és a szerzői jogokat jelzi, nem szolgál a cikkben szereplő információk forrásmegjelöléseként.